# Tyeler Davison
Tyeler Davison (* 23. September 1992 in Mesa, Arizona) ist ein ehemaliger US-amerikanischer American-Football-Spieler. Er spielte zuletzt bei den Los Angeles Chargers in der National Football League (NFL) auf der Position des Defensive Tackles.

## College
Davison besuchte die California State University, Fresno und spielte für deren Team, die Bulldogs, von 2011 bis 2014 erfolgreich College Football, wobei er nicht nur 156 Tackles setzen konnte, sondern ihm auch 13,5 Sacks sowie ein Touchdown gelangen.

## NFL

### New Orleans Saints
Beim NFL Draft 2015 wurde er in der 5. Runde als insgesamt 154. von den New Orleans Saints ausgewählt.
Er konnte sich als Profi gleich etablieren und kam in seiner Rookie-Saison in allen 16 Partien zum Einsatz, fünfmal sogar als Starter. Er spielte nicht nur in der Defensive Line und hier bevorzugt als Nose Tackle, sondern wurde auch in den Special Teams aufgeboten.
In den folgenden beiden Spielzeiten lief er mit Ausnahme eines Spieles, bei dem er verletzungsbedingt passen musste, immer als Starter auf.

### Atlanta Falcons
Im April 2019 wechselte Davison zu den Atlanta Falcons, bei denen er einen Einjahresvertrag unterschrieb. In der Saison 2019 spielte Davison in allen 16 Spielen der regulären Saison, in 12 davon als Starter.  Mit 55 Tackles spielte er seine beste Saison.
Im März 2020 unterschrieb Davison einen neuen 3-Jahres-Vertrag bei den Falcons über 12 Millionen US-Dollar. Am 15. März 2022 wurde er von den Falcons entlassen.

### Cleveland Browns
Am 11. Oktober 2022 nahmen die Cleveland Browns Davison für ihren Practice Squad unter Vertrag.

### Los Angeles Chargers
Am 16. November 2022 nahmen die Los Angeles Chargers Davison für ihren aktiven Kader unter Vertrag.